# Nazzareno Berto
Nazzareno Berto (Conselve, 20 februari 1957) is een voormalig Italiaans wielrenner. Hij was beroepsrenner tussen 1979 en 1984 en zowel op de baan als op de weg actief.

## Belangrijkste overwinningen

### Weg
1976
Trofeo Banca Popolare di Vicenza
1978
Trofeo Città di San Vendemiano
1980
Ronde van Toscane

### Baan
| Jaar | IK          | EK | WK | Overig |
| ---- | ----------- | -- | -- | ------ |
| 1979 |             |    |    |        |
| 1980 | Keirin      |    |    |        |
| 1981 |             |    |    |        |
| 1982 |             |    |    |        |
| 1983 | Puntenkoers |    |    |        |
| 1984 |             |    |    |        |

## Resultaten in voornaamste wedstrijden
| Jaar | Ronde van Italië | Ronde van Frankrijk | Ronde van Spanje |
| ---- | ---------------- | ------------------- | ---------------- |
| 1979 |                  | buiten tijd         |                  |
| 1980 | 80e              |                     |                  |
| 1982 | 89e              |                     |                  |
| 1983 | 122e             |                     |                  |
| 1984 | 128e             |                     |                  |

| Jaar | Milaan-San Remo |
| ---- | --------------- |
| 1979 | 95e             |
| 1980 |                 |
| 1982 |                 |
| 1983 |                 |
| 1984 |                 |

## Ploegen
- 1979 –  Inoxpran
- 1980 –  Inoxpran
- 1981 –  Inoxpran
- 1982 –  Metauro Mobili-Pinarello
- 1983 –  Mareno-Wilier Triestina
- 1984 –  Fanini-Maggi Mobili